# Janvier 1806

## Événements
- 1er janvier (10 nivôse an XIV), France :
  - abandon officiel du calendrier républicain en France et retour au calendrier grégorien;
  - crise financière résultant des opérations spéculatives effectuées par Ouvrard, fournisseur de la marine, qui met en cause le gouvernement espagnol, la banque de France et le ministère du Trésor. Crise de confiance.

- 8 janvier, Colonie du Cap : défaite hollandaise à la bataille de Blaauwberg, près du Cap, en Afrique du Sud[1].

- 18 janvier : capitulation du général Jan Willem Janssens[1]. Le Cap devient définitivement une colonie britannique.
  - Les missionnaires de la L.M.S. (London Missionary Society) incitent les métis hollando-hottentots à fonder, sous leur contrôle, des Républiques grika dans les environs des fleuves Vaal et Orange, ce qui heurte les conceptions raciales des Boers. Les colons hollandais occupent une zone peu étendue, limitée au nord par le désert du Kalahari et à l’est par la Fish river. Avec eux vivent quelques Hottentots et une minorité importante de métis hollando-hottentots. Le développement de la colonie britannique du Cap est une source de conflit avec les Boers[2].

- 20 janvier : naissance de Lungtok Gyatso, le neuvième dalaï-lama, intronisé le 10 novembre 1808 (fin en 1815)[3].

- 23 janvier : mort de William Pitt le Jeune (1759-1806), Premier ministre du Royaume-Uni. Le francophile Fox, partisan de la paix, propose à la France de négocier dès le mois de février puis meurt à son tour le 13 septembre[4].

- 27 janvier : chute du ministre du Trésor, Barbé-Marbois, remplacé par Mollien. Napoléon réserve à l’État la nomination du gouverneur et du sous-gouverneur de la Banque de France.

## Naissances
- 13 janvier : Eugen Napoleon Neureuther, peintre dessinateur et graveur allemand († 23 mars 1882).
- 14 janvier : Matthew Fontaine Maury (mort en 1873), officier de la United States Navy qui a grandement influencé l’astronomie, l’océanographie, la météorologie et la géologie modernes.
- 16 janvier : Bernhard von Neher, peintre allemand († 17 janvier 1886).

## Décès
- 16 janvier : Nicolas Leblanc, médecin et chimiste français (° 6 décembre 1742).
- 23 janvier : William Pitt le Jeune, premier ministre de Grande-Bretagne et puis du Royaume-Uni (° 28 mai 1759).